# Оймяконське плоскогір'я
Оймяконське плоскогір'я (рос. Оймяконское плоскогорье, якут. Өймөкөөн үрдэлэ) — плоскогір'я, розташоване у сточищі верхньої течії річки Індигірка, на території республіки Саха, РФ.

## Географія
Оймяконське плоскогір'я розташоване на сході республіки Саха, у верхній течії річки Індигірка. Разом із Янським плоскогір'ям на півночі та Ельгінським плоскогір'ям на північному заході є складовою Яно-Оймяконського нагір'я, Східносибірське нагір'я. Плоскогір'я обмежене хребтом Черського на сході та хребтом Сунтар-Хаята та хребтом Тас-Кистабит Верхоянського хребта на заході, з'єднуючи обидва гірські райони.
Оймяконське плоскогір'я складено середньовисотними масивами (максимальна висота — гора Джакал-Таса заввишки 1891 м), перемежованими з пісковиковими пасмами і вкрапленнями гранітів. Висотна поясність із двох зон. До висоти 1200 м плоскогір'я покриває тайгово-модринове рідколісся, далі простягаються гірські тундри. Межиріччя плоскі. У міжгірських улоговинах взимку затримується морозне повітря. Світову відомість має Оймяконська западина, де середня температура січня становить близько −50 °C.